# George Tsisetski
George Tsisetski (24 de novembro de 1985) é um diretor de cinema belarusso.